# Jonas de Araújo Batinga
D. Jonas de Araújo Batinga (Penedo, 25 de março de 1865 – Penedo, 30 de julho de 1940), foi um sacerdote católico alagoano e primeiro bispo da Diocese de Penedo. Filho de Manuel da Costa Batinga e Belmira de Araújo.

## Presbiterado
Estudou no Seminário de Olinda, mas foi ordenado sacerdote em Fortaleza, em 30 de novembro de 1888, influente no meio político eclesial. Conduzido ao seminário por D. José Pereira da Silva Barros, então Bispo de Olinda. Foi nomeado professor de latim e filosofia do seminário. Após ser criado Cônego, D. João Fernando Tiago Esberard o nomeou visitador apostólico para o estado de Alagoas. Foi o terceiro reitor do Seminário de Maceió (1908-1918). Com a morte de D. Antônio Manuel de Castilho Brandão, em 1910, foi nomeado Vigário Capitular e Vigário Geral Forâneo para todo o estado de Alagoas.
Em 1914, o Papa São Pio X o criou Monsenhor. Seus trabalhos para a criação da Diocese de Penedo, especialmente para a formação do seu patrimônio, incluem a integração da comissão para tanto formada, juntamente com o Cônego Otávio Costa, Cônego Manuel Antônio da Silva Lessa, Padre José Joaquim da Rocha, Padre José Vieira Marques, Doutor Francisco Isidoro, Ernesto Palmeira, Júlio Lopes Ferreira Pinto e Joaquim Inácio Loureiro.

## Episcopado
Em 28 de janeiro de 1918, o papa Bento XV o nomeou primeiro bispo da Diocese de Penedo, no Rio São Francisco, que até então não estava provida de bispo. Recebeu a sagração episcopal em 14 de julho de 1918, sendo sagrante principal D. Sebastião Leme da Silveira Cintra e consagrantes: D. Manuel Antônio de Oliveira Lopes, bispo de Maceió e D. José Thomas Gomes da Silva, bispo de Aracaju. Tomou posse em 15 de agosto de 1918. 

## Sucessão e bispos ordenados
D. Jonas de Araújo Batinga foi o primeiro bispo na Diocese de Penedo em Alagoas, sendo sucedido por D. Fernando Gomes dos Santos.
Jonas de Araújo Batinga foi co-sagrante de:
- D. José Maurício da Rocha;
- D. Juvêncio de Brito; e
- D. Adalberto Accioli Sobral.